# PlateSpin
PlateSpin est une filiale de Novell qui produit des outils pour réaliser des P2V.

## Produits
Les produits PlateSpin permettent d'effectuer une migration d'un environnement physique vers un environnement virtuel (virtualisation) sur VMware, Microsoft Hyper-v ou Citrix XenServer, puis permettent de manager et d'étendre cet environnement virtuel,.
L'entreprise PlateSpin a été acquise par Novell en 2008,.
L'alternative de PlateSpin sont les produits diffusés par VMware.